# 張謐 (後趙)
张谧，西晋至五胡十六国后赵人物，籍贯冀州（治今河北省冀州市）。
张谧容貌仪态优雅，年轻时多才气。太守陆云见到他非常惊异，对傅寿喜说：“我听说冀州多有神童，现在看起来，不是虚言。”